# ویکتور کاسرز
ویکتور کاسرز (انگلیسی: Víctor Cáceres؛ زادهٔ ۲۵ مارس ۱۹۸۵) یک بازیکن فوتبال اهل پاراگوئه است.
وی همچنین در تیم ملی فوتبال پاراگوئه بازی کرده‌است.